# برترپنداری نژاد سیاه
برترپنداری نژاد سیاه یا برتری نژاد سیاه یک عقیده برترپندارانه نژادی است که بر این اعتقاد است که سیاه پوستان از مردم نژادهای دیگر برتر هستند.

## کاربرد تاریخی
واعظ جامائیکایی، لئونارد هوول ، در سال ۱۹۳۵، در کلید وعده داده شده، از مجله‌های جنبش راستافاری از برترپنداری نژاد سیاه حمایت کرد. استفاده هاول از «برتری سیاه» پیامدهای هم دینی و هم سیاسی داشت. از نظر سیاسی، وی به عنوان نقطه مقابل مستقیم برتری سفیدپوستان، و عدم موفقیت دولت‌های سفیدپوست در محافظت از سیاه پوستان، طرفدار نابودی حکومت‌های سفیدپوست بود. هاول از آثار فیتز بالینتین پترزبورگ، واعظ قدیمی تر رستافاری‌نیا، به ویژه کتاب بعدی او «طواف سلطنتی برتری سیاه» ، استفاده کرده بود.
آسوشیتدپرس تعالیم امت اسلام (NOI) را تا سال ۱۹۷۵، که دابلیو دین محمد به عنوان رهبر جانشین الایجا محمد (پدرش) شد، برتری پندار سیاه توصیف می‌کند. آموزه برترپنداری سیاه الایجا محمد به عنوان نقطه مقابل پارادایم برترپنداری ایجاد شده و کنترل شده توسط برترپنداری سفید عمل می‌کرد. SPLC این گروه را دارای «الهیات برترپنداری ذاتی سیاهان نسبت به سفیدپوستان - یک سیستم اعتقادی که به شدت و به‌طور  پیوسته توسط مسلمانان جریان اصلی رد شده» توصیف کرد.

## گروه‌های مرتبط با دیدگاه‌های برتری طلب سیاه پوستان

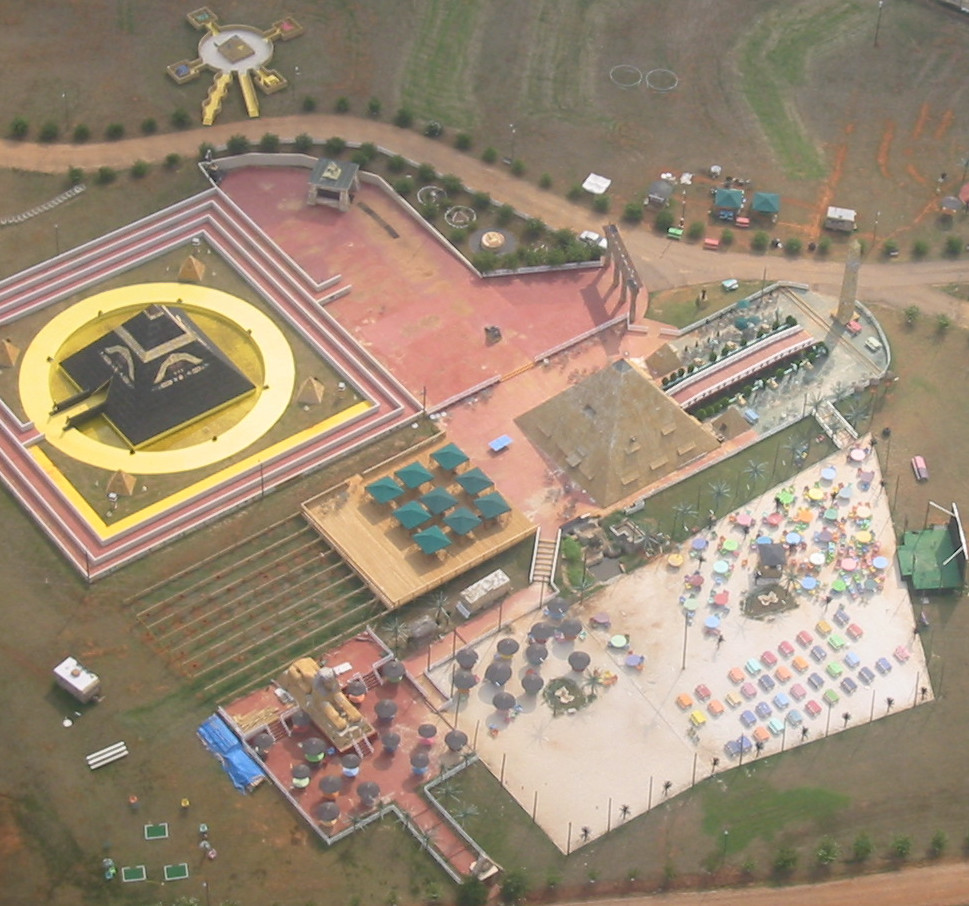
بخش مرکزی تاما ری، دهکده ای در ایالت جورجیا ایالات متحده که در سال ۱۹۹۳ توسط ملت موروثی متحد نووبی ساخته شد، همان‌طور که از هوا در سال ۲۰۰۲ دیده می‌شود

چندین گروه حاشیه ای باورمند یا مروج عقاید برتری پنداری سیاه توصیف شده‌اند. منبعی که توسط دیوید مارک چالمرز، مورخ، «گسترده‌ترین منبع در مورد افراط گرایی راست گرایان» توصیف شده‌است، مرکز حقوقی فقر جنوبی (SPLC)، یک سازمان غیرانتفاعی آمریکایی است که گروه‌های نفرت و افراط گرایان را در ایالات متحده رصد می‌کند. نویسندگان گزارش‌های اطلاعاتی سه‌ماهه SPLC، گروه‌های زیر را دارای دیدگاه‌های برترپنداری سیاه توصیف کرده‌اند:
- کلیسای بنی اسرائیلی خدا در عیسی مسیح (ICGJC)، که دفتر مرکزی آن در شهر نیویورک است، در سال ۲۰۰۸ توسط SPLC به عنوان یک "فرقه برترپندار سیاه " آمریکایی و بخشی از "جناح برتری پنداران سیاه جنبش بنی اسرائیلی عبری " توصیف شد. . ICGJC عهد عتیق و جدید و کتب ثانی را به عنوان متون الهام گرفته قبول دارد و دیدگاهی آخرالزمانی نسبت به پایان جهان دارد.[۴]
- مدرسه بنی اسرائیلی دانش عملی جهانی (ISUPK)، مستقر در شهر داربی علیا در فیلادلفیا.[۵]
- ملت اسلام (NOI) سازمانی مذهبی است که توسط والاس فرد محمد در سال ۱۹۳۰ در ایالات متحده تأسیس شد. آنها توسط SPLC به عنوان باورمند به «الهیات برتری ذاتی سیاهان نسبت به سفیدپوستان» توصیف شده‌اند.[۶] SPLC «سخنان عمیقاً نژادپرستانه، ضد یهودی و ضد دگرباشان جنسی» رهبران NOI را به عنوان دلایل طبقه‌بندی سازمان در گروه‌های نفرت ذکر می‌کند.
- ملت یهوه یک گروه مذهبی مستقر در ایالات متحده آمریکا است که توسط SPLC به عنوان برتری پندار سیاه توصیف می‌شود. این شاخه ای از تفکر بنی اسرائیلی بنی عبری است. این بنیانگذار توسط یهوه بن یهوه آمریکایی (با نام هنگام تول هولون میچل جونیور) بنیانگذار شد که نام وی به عبری «خدا پسر خدا» معنا می‌دهد. ملت یهوه در سراسر دهه ۱۹۸۰ به سرعت رشد کرد و در اوج خود مقری در میامی، فلوریدا و معابدی در ۲۲ ایالت داشت.[۷]
- ملت متحد نووبیان مور توسط دویت یورک آمریکایی تأسیس شد، که توسط SPLC توصیف شده‌است که این عقیده را دارد که افراد سیاه پوست از افراد سفیدپوست برتر هستند. SPLC گزارش داد که تعالیم یورک شامل این اعتقاد است که "سفیدپوستان" شیطانی "هستند، فاقد قلب و روح، رنگ آنها نتیجه جذام و پستی ژنتیکی است.[۸] SPLC سیستم اعتقادی نووبیانیسم را چنین توصیف کرد: "ایده‌های برتری پنداری سیاه را با پرستش مصریان و اهرام آنها، اعتقاد به بشقاب پرنده‌ها و نظریه‌های مختلف توطئه مربوط به ایلومیناتی و بیلدربرگی‌ها " مخلوط می‌کند.[۹]